# Автопортрет (Карр'єра, 1746)
«Автопортрет» (італ. Autoritratto) — картина італійської художниці Розальби Карр'єри (1675—1757), представниці венеціанської школи. Створена близько 1746 року. З 1927 року зберігається у колекції Галереї Академії у Венеції.

## Опис
Цей автопортрет був написаний за декілька років до того, як Карр'єра втратила зір в результаті катаракти, попри три перенесені операції. Художниця зобразила себе дуже природно і просто: не як модну портретистку, що має популярність у Європі, а літню жінку із сивим, по-простому укладеним волоссям, тонкими губами, без посмішки і задумливим поглядом. На голові у неї лавровий вінок, атрибут уславлених художників і поетів, а риси обличчя передають хворобливу втому.
Жвавість, витонченість і м'які кольорові відтінки, характерні для ранніх робіт художниці, у цьому портреті приглушені і сповнені глибокої меланхолії. Швидкими, вільними мазками Карр'єра зображує своє обличчя, на якому помітні фарби, що згасають у сірих тонах. Цей автопортрет, зворушливий і сповнений психологічного самоаналізу, зображує спокійну і гідну зрілість. Провидницький погляд видає передчуття своєї трагічної долі і жахливої старості, зруйнованої божевіллям.